# 固体火箭助推器

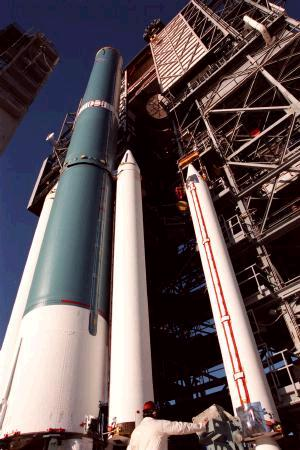
德尔塔2号（蓝色）上捆绑了两枚固体助推器（白色）

固体火箭助推器（Solid rocket boosters，SRB，以下简称“固体助推器”）是一种捆绑在航天运载器上提供附加推力（有时是主要推力）的火箭助推器。阿丽亚娜五号、宇宙神五号以及的美国的航天飞机都使用固体助推器。其中航天飞机使用的固体助推器是这类助推器中推力最大的。
相比液体助推器，固体助推器的优势就是推力更大，且不需要制冷隔热设备。将固体助推器用于液体火箭芯级能减少液体燃料的使用，减轻火箭整体重量。固体助推器设计成本更低，生产和测试也更容易，但造价却比相同推力的液体助推器高。
以阿丽亚娜四号为例，基本的40型可以将2,175Kg货物送至地球同步转移轨道， 而44P型使用四个固体助推器，可将3,465 kg货物送到相同高度。.
固体助推器点燃之后就很难在燃料耗尽前停车，这对于载人航天器发射来说是个风险因素。固体助推器的事故率大约是1%，且事故往往是灾难性的。固体助推器还有一种潜在风险，就是在推进剂的制作过程中，混合起来的推进剂遇火就会发生爆炸。2003年8月22日，发生在巴西阿尔坎塔拉航天中心发射台的火箭爆炸事故就造成了21名技术人员丧生。
无人和载人航天飞机衍生运载器都计划使用航天飞机固体助推器的改进型，其中载人运载器将使用一枚增大型固体助推器作为其第一级。